# Logpay
Die LOGPAY (Wortzusammensetzung aus 'Logistik' und 'Payments', engl. Zahlungen; Eigenschreibweise LOGPAY) ist ein deutsches Finanzdienstleistungsunternehmen mit Sitz in Eschborn nahe Frankfurt am Main.  Das 2003 gegründete Unternehmen beschäftigt circa 200 Mitarbeiter und führt seine Geschäftstätigkeiten europaweit unter anderem in den Ländern Deutschland, Frankreich, Italien, Spanien und Tschechien aus.

## Geschichte
Die Gründung des Unternehmens resultierte auf Grund der Ausgründung des Frachtausgleichsverfahrens der DVB Bank in die DVB Logpay GmbH. 2004 erfolgte die Ausweitung des Factoringgeschäfts auf die Zahlungsabwicklung von am Automaten erworbener Tickets für den öffentlichen Personennahverkehr. Im darauffolgenden Jahr stieg Logpay, mit der Gründung der EuroToll Services GmbH, in das Geschäft der Mautabwicklung ein und wurde Partner des Mautbetreibers Toll Collect.
Seit dem Start im Jahr 2007 begleitet Logpay das vom Verband Deutscher Verkehrsunternehmen (VDV) koordinierte HandyTicket Deutschland als Finanzdienstleister. 2011 stieg das Unternehmen zusätzlich in das Tankkartengeschäft ein.
2013 kam es zur Umfirmierung von DVB Logpay GmbH in LOGPAY Financial Services GmbH. In diesem Zuge wurde ebenfalls die EuroToll Services GmbH zur LOGPAY Transport Service GmbH umbenannt. 2017 erwarb Volkswagen Financial Services erst die Mehrheit an der LOGPAY Transport Services GmbH, 2019 kam es dann zur 100-prozentigen Übernahme.
Seit dem 5. Juli 2018 besitzt die LOGPAY Financial Services GmbH die Zulassung als Zahlungsinstitut.
"Ab 1. März 2025 gehört die LOGPAY Transport Services GmbH zur Volkswagen Group Charging GmbH. Sie erhält dann einen neuen Namen und heißt zukünftig Elli Mobility GmbH."

## Dienstleistungen
Die Leistungen der LOGPAY Unternehmensgruppe werden von den Gesellschaften LOGPAY Financial Services GmbH und LOGPAY Transport Services GmbH erbracht. Schwerpunkte der Geschäftstätigkeit sind die Abwicklung von Zahlungen im europäischen Raum für Unternehmen, die im nationalen und internationalen Güter- und Personenverkehr aktiv sind und das Tank- und Ladekartengeschäft.

## Konzernstruktur
Die LOGPAY Unternehmensgruppe ist ein 100-prozentiges Tochterunternehmen der Volkswagen Financial Services AG. Folgende Unternehmen werden von der LOGPAY Unternehmensgruppe unterhalten:
- LOGPAY Financial Services GmbH
- LOGPAY Transport Services GmbH
- LOGPAY Mobility Services GmbH
- LOGPAY Fuel Czechia S.R.O.
- LOGPAY Fuel Spain S.L.U.
- LOGPAY Fuel Italia S.R.L.
- LOGPAY Consorzio Italy